# James Goodnight

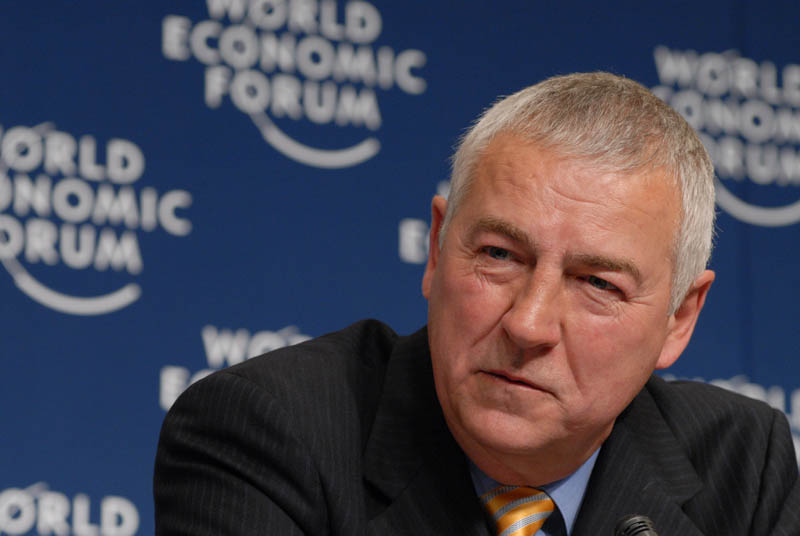
James Goodnight

James (Jim) Goodnight (* 6. Januar 1943 in Salisbury, North Carolina) ist ein US-amerikanischer Unternehmer.

## Leben
Goodnight studierte Informatik an der North Carolina State University in Raleigh und an der University of North Carolina at Chapel Hill. Als im Jahr 1976 Forschungsgelder während seiner Assistenzprofessur an der Universität gekürzt wurden, gründete er  zur Auswertung von Daten gemeinsam mit Anthony Barr, John Sall und Jane Helwig das Unternehmen SAS Institute, das er nach über 40 Jahren des Bestehens auch noch im Jahr 2019 leitet. Die Firma ist einer der beliebtesten Arbeitgeber der USA und verhielt sich dank Goodnight nicht wie die Masse der Unternehmen; so war auch das Reinigungspersonal wie auch das Sicherheitspersonal fest bei SAS angestellt.
2023 wurde Goodnight in die National Academy of Engineering gewählt.
Nach Angaben des Forbes Magazine gehört Goodnight zu den reichsten 100 US-Amerikanern. Goodnight ist verheiratet und hat drei Kinder.